# Batalla de Meissen
La Batalla de Meissen se libró el 4 de diciembre de 1759 de la que resultó una victoria austriaca sobre un ejército prusiano más grande durante la tercera guerra de Silesia, que formaba parte de la guerra de los Siete Años. Una fuerza austriaca bajo el mando del general Beck asaltó a 3500 soldados prusianos bajo el mando de Diericke en Meissen a los que aplastó y envió a los supervivientes a través del río Elba. Los prusianos perdieron 400 hombres en la acción y 1543 cayeron prisioneros. Las pérdidas austriacas fueron pocas ya que totalizando solo 72 muertos y 115 heridos. Los austriacos obtuvieron una importante victoria que mantuvo a su aliada Sajonia en la guerra.